# Aextoxicon punctatum
Aextoxicon punctatum – gatunek drzewa z monotypowego rodzaju Aextoxicon i rodziny Aextoxicaceae. Rośnie w miejscach wilgotnych, w lasach porastających góry nadbrzeżne środkowego Chile, szczególnie obficie na wyspie Chiloé. Tworzy zwarte własne zbiorowiska, jak i towarzyszy innym gatunkom z wilgotnych lasów waldiwijskich. Dostarcza bardzo cenionego drewna.

## Morfologia

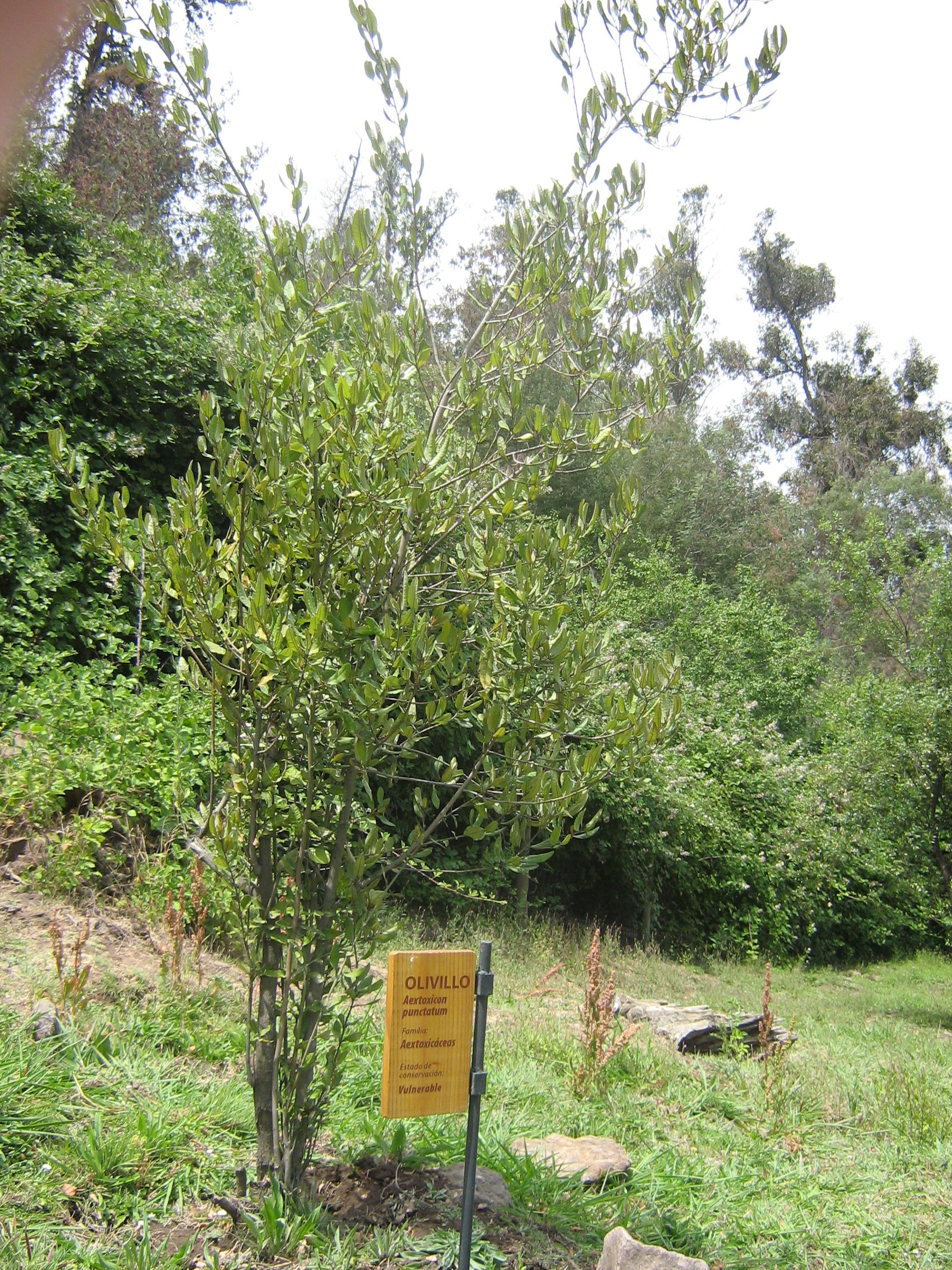
Młody okaz w uprawie

PokrójWiecznie zielone drzewa, osiągające 25 m wysokości. Pień osiąga do 80 cm średnicy, okryty jest cienką, szarą korą.
LiścieNaprzeciwległe, całobrzegie, twarde, szerokolancetowate. Mają ogonek o długości 0,5–1,5 cm oraz blaszkę długości 5–9 cm i szerokości 2–4 cm. Blaszka od spodu jest czerwono kropkowana.
KwiatyRośliny są dwupienne. Jednopłciowe, promieniste kwiaty zebrane są w luźne, groniaste kwiatostany, krótsze na okazach żeńskich. Kielich składa się z 5 działek, korona z 5 łopatkowatych, wąskich płatków. W kwiatach męskich znajduje się 5 pręcików i 5 prątniczków oraz szczątkowa zalążnia. W kwiatach żeńskich pręciki są sterylne w przeciwieństwie do zalążni.
OwoceCzarniawe pestkowce o długości 1–1,2 cm i szerokości 0,6–0,7 cm. Przypominają małą oliwkę, nie są mięsiste.

## Systematyka
Pozycja taksonu według Angiosperm Phylogeny Website (aktualizowany system APG IV z 2016)
Takson zaliczany jest do monotypowej rodziny Aextoxicaceae Engl. & Gilg in H.G.A. Engler, Syllabus, ed. 8: 250. Jan-Feb 1920, która jest siostrzaną dla rodziny Berberidopsidaceae w obrębie rzędu Berberidopsidales.